# Ignacio Vélez Escobar
Ignacio Vélez y Escobar (Medellín, 1918-Sabaneta, 19 de noviembre de 2011) fue un político, académico y pionero de la medicina en Antioquia, Colombia.

## Biografía
Un médico, fue profesor universitario, decano de la Facultad de Medicina de la Universidad de Antioquia y cuando ocupó la rectoría de la mencionada universidad.
El médico Vélez Escobar destacó como concejal y alcalde de Medellín, gobernador de Antioquia, senador de la República y presidente del Directorio Nacional Conservador.
Hijo de Guillermo Vélez Pérez y Margarita María Escobar y Mejía se casó con Luz Londoño y Villa, y vivió en Sabaneta con cinco hijos.

### Condecoraciones
El médico Vélez Escobar se otorga :
- Cruz de Plata de la Orden de Boyacá[7]
- Medalla Cívica "Camilo Torres"[8]

- Cruz de Esculapio